# Hockeykväll med fyran
Hockeykväll med fyran blev ishockeysändningarna i den svenska TV-kanalen TV4, i huvudsak koncentrerade på Elitserien, Sveriges herrlandslag i ishockey och Sveriges herrjuniorlandslag i ishockey. 
Programmet startade i samband med första nedsläppet i Elitserien 1994/1995 och sände de två första säsongerna en seriematch i veckan, på måndagskvällarna, + de flesta matcherna från SM-slutspelet, första matchen ut var Luleå HF–Leksands IF den 19 september 1994, med Robert Perlskog som kommentator och Bo Berglund som expertkommentator. Juniorvärldsmästerskapet visades vid turneringen över jul och nyår 1996. 
Säsongen 1996/1997 var sista säsongen man regelbundet sände en match i veckan, och detta år skedde sändningarna på söndagarna. I grundseriematcherna som visades säsongen 1996/1997 visades bara andra och tredje perioden. Även några SM-slutspelsmatcher sändes. 
Därefter har antalet matcher i TV4 minskat, och numera är sändningarna oftast koncentrerade kring några få SM-slutspelsmatcher. I grundserien visas matcherna numera oftast istället i andra kanaler, som Canal+. Inför säsongen 2006/2007 tog Kanal 5 över SM-slutspelssändningarna.